# Robert Kościelniakowski
Robert Tomasz Kościelniakowski (Varsovia, 3 de mayo de 1964) es un deportista polaco que compitió en esgrima, especialista en la modalidad de sable.
Ganó dos medallas en el Campeonato Mundial de Esgrima, plata en 1986 y bronce en 1987. Participó en dos Juegos Olímpicos de Verano, ocupando el quinto lugar en Seúl 1988 y el sexto en Barcelona 1992, en la prueba por equipos.

## Palmarés internacional
| Campeonato Mundial | Campeonato Mundial | Campeonato Mundial | Campeonato Mundial |
| Año                | Lugar              | Medalla            | Prueba             |
| ------------------ | ------------------ | ------------------ | ------------------ |
| 1986               | Sofía (Bulgaria)   | Medalla de plata   | Sable por equipos  |
| 1987               | Lausana (Suiza)    | Medalla de bronce  | Sable individual   |